# Mossuloides viridis
Mossuloides viridis är en insektsart som beskrevs av Willemse, C. 1940. Mossuloides viridis ingår i släktet Mossuloides och familjen vårtbitare. Inga underarter finns listade i Catalogue of Life.